# جيف فاندرمير
جيف فاندرمير (بالإنجليزية: Jeff VanderMeer)‏ هو كاتب وناقد أدبي أمريكي ولد في يوم 7 يوليو 1968 في بلدة بيليفونت في بنسلفانيا في الولايات المتحدة، اشتهر بروايته تريلوجيا المدى الجنوبي التي حازت على مبيعات عالية، وفاز جائزة نيبولا وجائزة شيرلي جاكسون عن روايته إبادة وسيتم إنتاج فلم لهذه الرواية بنفس عنوان الرواية والتي ستكون من إخراج أليكس غارلاند.

## روابط خارجية
- جيف فاندرمير على موقع IMDb (الإنجليزية)
- جيف فاندرمير على موقع ميوزك برينز (الإنجليزية)
- جيف فاندرمير على موقع إن إن دي بي (الإنجليزية)
- جيف فاندرمير على موقع ديسكوغز (الإنجليزية)
- جيف فاندرمير على موقع قاعدة بيانات الفيلم (الإنجليزية)